# 黒田昌裕
黒田 昌裕（くろだ まさひろ、1941年（昭和16年）1月17日 - ）は、日本の経済学者。学位は、博士（商学）（慶應義塾大学・1992年）。元慶應義塾大学商学部長、元慶應義塾常任理事、元東北公益文科大学学長。

## 略歴
- 1941年 - 石川県に生まれる。
- 1964年 - 慶應義塾大学経済学部卒業
- 1966年 - 慶應義塾大学大学院商学研究科修士課程修了
- 1969年 - 同大学大学院商学研究科博士後期課程満期取得退学、同大学商学部助手。
- 1972年 - 慶應義塾大学商学部助教授に就任
- 1978年 - ハーバード大学客員研究員（フルブライト研究員）、同日本研究所研究員（1980年まで）
- 1982年 - 慶應義塾大学教授に就任
- 1983年 - 福澤賞受賞
- 1991年 - 慶應義塾大学産業研究所所長（1993年9月まで）
- 1992年 - 博士（商学）（慶應義塾大学）"Economic Growth and Structural Change in Japan"
- 1993年 - 同大学商学部長(1997年9月まで)
- 1997年 - 国際産業連関学会会長に就任
- 1998年 - 総合資源・エネルギー調査会需給部会部会長に就任
- 2001年 - 慶應義塾常任理事に就任、環太平洋産業連関学会会長に就任
- 2005年3月 - 慶應義塾大学退職
- 2005年6月 - 内閣府経済社会総合研究所着任。所長に就任
- 2008年5月 - 同所退所
- 2008年6月2日 - 東北公益文科大学学長に就任
- 2012年3月31日 - 同学長を退任
- 2016年11月 - 瑞宝中綬章を受章[2]

## 著作物

### 著書
- 『実証経済学入門』 日本評論社、1984年
- 『一般均衡の数量分析』 岩波書店、1989年 ISBN 4-00-004339-0

### 共著
- （辻村江太郎）『日本経済の一般均衡分析』筑摩書房、1974年
- （玉置紀夫）『実学日本の銀行』 慶應義塾大学出版会、1996年 ISBN 4-7664-0645-1
- （木地孝之、吉岡完治、早見均、和田義和）『中国のエネルギー消費と環境問題』 通商産業調査会、1996年
- （中島隆信）『テキストブック入門経済学』 東洋経済新報社、2001年 ISBN 4-492-31290-0

### 共訳著
- （西川俊作、辻村江太郎）『消費需要の予測―1929-70年のアメリカ経済』 勁草書房、1968年